# Роб Гронкауски
Роберт Пакстон‍ Гронкауски (енгл. Robert Paxton Gronkowski, : ; Амхерст, 14. мај 1989), познат и као Гронк (енгл. Gronk), бивши је амерички играч америчког фудбала који је играо за тимове Њу Ингланд патриотси и Тампа Беј баканирси у Националној фудбалској лиги (НФЛ), на позицији тајт енда. Одрастао је у Вилијамсвилу (Њујорк); потом се преселио у Аризону, где је играо колеџ фудбал и освојио неколико награда, укључујући признања сајтова SportingNews.com (freshman ), Rivals.com (freshman ) и SportingNews.com (freshman ), те стављање на референтни списак праћења истакнутих играча‍ за награду Ломбарди.
Патриотси су Гронкауског одабрали као 42. пика у другој рунди НФЛ драфта 2010. Он је после тога, у НФЛ сезони 2011, поставио рекорд сезоне за број тачдауна које је хватањем у енд зони постигао тајт енд, и то са 17 оваквих тачдауна (18 свеукупно); такође је поставио и рекорд сезоне за јарде ухваћене од стране тајт енд, са доприносом од 1.327 јарди. Те сезоне је постао први играч на позицији тајт енда у историји НФЛ који је хватањем постигао више тачдауна у лиги него било ко са друге позиције. У својих шест првих сезона, имао је 68 поентирања на поменути начин; само два тајт енда у историји НФЛ остварила су бољи резултат од овог у својој целокупној каријери. Имао је четири Про боул селекције и четири Ол-про селекције, те био стартер у победи Патриотса на Супер боулу .

## Младост
Гронкауски је одрастао у Вилијамсвилу (Њујорк, САД), где је три године похађао Средњу школу „Вилијамсвил норт”. Играо је фудбал као тајт енд те кошарку као центар. Као фудбалер-јуниор, имао је учинак од 36 хватања за 648 јарди и 7 тачдауна у нападу, те 73 обарања и 6 секова у одбрани. Био је својевремено члан најбољег првог тима  и најбољег другог тима .‍
Године 2006. преселио се у предграђе Питсбурга, где је као сениор у Черчилу (Пенсилванија, САД) почео похађати Средњу школу „Вудланд Хилс”. Док је у почетку под забраном играо за Западнопенсилванијску међушколску атлетску лигу (енгл. Western Pennsylvania Interscholastic Athletic League),‍ у Вудланд Хилсу је забележио 8 хватања за 152 јарда те 4 тачдауна, после чега је забрана укинута. Добио је признања , , , , ,  и .‍ У својој каријери је играо за следеће тимове: Кентаки, Аризона, Клемсон, Луисвил, Мериленд, Охајо Стејт и Сиракјуз.‍

## Колеџ каријера
| \| \| Хватање \| \| \| \| \| \| Год. \| Тим \| \| \| \| \| \| ------ \| ------- \| -- \| -- \| ----- \| -- \| \| 2007. \| Аризона \| 12 \| 28 \| 525 \| 6 \| \| 2008. \| Аризона \| 10 \| 47 \| 672 \| 10 \| \| Укупно \| Укупно \| 22 \| 75 \| 1.197 \| 16 \| |         |    |    |       |    |
| Извор: |         |    |    |       |    |
| | Хватање |    |    |       |    |
| Год. | Тим     |    |    |       |    |
| 2007. | Аризона | 12 | 28 | 525   | 6  |
| 2008. | Аризона | 10 | 47 | 672   | 10 |
| Укупно | Укупно  | 22 | 75 | 1.197 | 16 |

Након завршавања средње школе, Гронкауски је уписао Универзитет у Аризони и играо за тим Аризона вајлдкетса од 2007. до 2009. године. Као бруцош 2007. године, забележио је 28 хватања за 525 јарди и 6 тачдауна. Његов просек од 18,8 јарди по хватању био је најбољи у тиму, а резултат за ухваћене јарде био је школски рекорд играча на позицији тајт енда. Тада добија признања  ,   и  , те почасно признање .‍
Гронкауски је пропустио прве три утакмице у сезони 2008, али касније је забележио 47 хватања за 672 јарда и 10 тачдауна (најбољи тимски резултат за тачдауне). Половина његових тачдауна постигнута је у прве две утакмице. Два пута је био именован за „Џон Макијевог националног тајт енда кола”, укључујући перформанс у пропалом камбеку против Орегона када је забележио 12 додавања за 143 јарда. Поставио је школске рекорде за учинак тајт енда у једној утакмици и једној сезони те броју хватања, ухваћених јарди и постигнутих тачдауна у играчкој каријери. Гронкауски тада добија признања    и .‍
Пре сезоне 2009, Гронкауски је стављен на списак праћења за награду Ломбарди која се додељује најистакнутијем колеџ фудбал лајнмену или лајнбекеру.‍ Пропустио је јуниорску сезону 2009. године због операције леђа, што се негативно одразило на његову играчку вредност.‍

## Професионална каријера
| 1,99 m (6 ft 6 1⁄4 in)                                                                              | 117 kg (259 lb) | 87 cm (34 1⁄4 in) | 27 cm (10 3⁄4 in) | 4,61 | 1,58 | 2,68 | 4,47 | 7,18 | 89 cm (35 in) | 3,02 m (9 ft 11 in) | 23 п. |
| Све вредности су са Arizona Pro Day,‍ осим мера и бенча (ово је са ).‍ Није играо на много утакмица због повреде леђа.‍ |                 |                   |                   |      |      |      |      |      |               |                     |       |

### Њу Ингланд патриотси
Гронкауског су Њу Ингланд патриотси изабрали у другој рунди (42. свеукупно) НФЛ драфта 2010, након размене играча са Оукланд рејдерсима; у проценама пре драфта откривеним маја 2016, Рејдерс скаутси су оценили Гронкауског као „најбољег свестраног играча на драфту”.‍ Четворогодишњи уговор потписао је 25. јула 2010. године;‍ вредност уговора била је 4,4 милиона долара, са 1,76 милиона долара бонуса за потписивање.

#### Сезона 2010.
Током предсезоне, Гронкауски је постао један од три играча НФЛ који су поентирали са четири тачдауна, изједначивши се тако са резултатом Виктора Круза (крилни хватач из Њујорк џајантса) и Ентонија Диксона (тркач из Сан Франциско фортинајнерса). У утакмици 1. кола против Синсинатија, Гронкауски је постигао свој први тачдаун регуларне сезоне (у четвртој четвртини, једнојардним додавањем од Брејдија).
У победи у 10. колу над Питсбург стилерсима, Гронкауски постиже три тачдауна на додавање Тома Брејдија те тако постаје први новајлија у Патриотсима и најмлађи новајлија у историји НФЛ ком је ово пошло за руком.‍ (У част овог подвига, Madden NFL 12 играчима [тајт енд] који у једној утакмици постигну три или више тачдауна додељује награду „Роб Гронкауски”.)
При посети свом матичном граду Буфалу, Гронкауски бележи два тачдауна против Буфало билса те томе додаје и један тачдаун у завршници сезоне, чиме укупан учинак заокружује на 10; у 16 одиграних утакмица (11 од почетка), уписао је 42 додавања за 546 јарди. Упркос томе што је пропустио целу колеџ сезону 2009. због операције леђа, Гронкауски није пропустио погледати нити једну утакмицу или тренинг у току целе сезоне;‍ био је први тајт енд новајлија који је од спајања НФЛ и АФЛ постигао 10 тачдауна.
Гронкауски је три пута номинован за Pepsi NFL Rookie of the Week (у 10, 14 и 17 колу), освојивши две и изгубивши једну номинацију (од Тима Тебоуа, у 10. колу). Гронк завршава пети на гласању обожавалаца за тајт енда на Про боулу 2011, а четврти свеукупно међу новајлијама.‍ Поред овога, такође прима један глас за  (гласа се само за једног тајт енда).

#### Сезона 2011.
Роберт Гронкауски свој први тачдаун у сезони 2011. постиже 10-јардним додавањем Тома Брејдија, у 1. колу у победи Патриотса против Мајами долфинса; 6 хватања Гронкауског оправдала је Брејдијева серија од 86 хватања за 517 јарди. Гронк у 11. колу хвата два додавања за тачдаун, укључујући рекорд каријере (52-јардно хватање и трк), чиме у само 10 утакмица изједначава статистику са својим свеукупним резултатом из 2010. године; број хватања и укупне ухваћене јарде из 2010. године прешао је након само 8 утакмица.
Током 11. кола, Гронк је са 10 тачдауна био у вођству у односу на све тајт енде; његових 20 тачдауна било је рекордно за једног тајт енда у његове прве две сезоне. Хватања и укупни ухваћени јарди били су рангирани на другом месту међу осталим тајт енд играчима (после Џимија Грејама из Њу Орлеанс сејнтса) те међу топ десет међу свим хватачима, с тим да су у Патриотсима били тек други (прво место је заузимао вајд ресивер Вес Велкер).
Гронк обара НФЛ рекорд за број тачдауна које је постигао тајт енд у једној сезони, и то одигравши другу утакмицу своје каријере са 3 тачдауна када су Патриотси у 13. колу надјачали Индијанаполис колтсе. После 2 тачдауна од Брејдијевих лопти, Гронкауски бележи 3 тачдауна са двојардним истрчавањем. У почетку проглашен „нападачким пасом”, додавање је касније додатно проверено и установљено је да је реч о „бочном пасу”‍ односно ономе што је остало забележено као „покушај навале”; ово је био први покушај навале у каријери Гронкауског те његово прво поентирање навалним тачдауном. Ово је такође био први навални тачдаун који је постигао играч на позицији тајт енда још од момента када је то 2006. године направио Бо Скејф,‍ као и први навални тачдаун у историји Патриотса.‍ До краја утакмице, Гронкауски је са 14 тачдауна поставио нови неподељени рекорд, док је са 13 тачдауна постигнутих хватањем лопте у противничкој енд зони — са Антониом Гејтсом и Верноном Дејвисом поделио рекорд у овом начину поентирања тачдауном.
Седмицу после, Гронк против Вашингтон редскинса поставља неподељени рекорд тајт енда у пријемима, и то хватајући своје 14. и 15. тачдаун додавање у сезони; свеукупно, имао је 6 хватања за у каријери рекордних 160 јарди. Његов перформанс доноси му такође прву награду за „АФК нападача кола”‍ те — за друго узастопно коло — награду за „најкориснијег играча НФЛ”.‍ Сезону је завршио са 1.327 ухваћених јарди, тако оборивши претходни рекорд тајт енда из НФЛ који је на 1.310 јарди нешто раније истог дана поставио играч Сејнтса Џими Грејам.‍ На крају је завршио са укупно 18 тачдауна од којих је 17 било постигнуто хватањем лопте у противничкој енд зони, што су била два нова рекорда за тајт енда из НФЛ. 18 тачдауна Гронкауског било је други највећи укупни резултат у НФЛ (после рекорда Лешона Макоја, који је постигао 20 тачдауна у дресу Филаделфије), а изједначило се са учинком целокупног тима Сент Луис рамса. Гронкових 17 тачдауна хватањем у енд зони било је рекордни резултат ако се пореди са било којим од НФЛ играча из 2011. године, што је опет било први пут у историји НФЛ да тајт енд у лиги ни са ким не дели своје вођство.
Роб Гронкауски је изгласан за почетног тајт енда за АФК на Про боулу 2012. Као један од осам играча Патриотса изгласаних за Про боул, гласање фанова завршио је са 936.886 гласова (више од троструке вредности коју је добио тајт енд број два: тимски саиграч Гронкауског Арон Хернандез), те као укупно трећепласирани на списку свих АФК играча (после тимских саиграча Тома Брејдија и Веса Велкера). Такође, изгласан је као тајт енд за први тим AP ; добио је 44½ од 50 гласова (44 гласача гласала су за Гронкауског, 5 гласача гласало је за Џимија Грејама, док је 1 гласач поделио свој глас између ова два фудбалера).‍

##### Постсезона 2011.
У првој доигравање утакмици Патриотса, при поразу од 45 : 10 од Денвер бронкоса у дивизионом колу, Гронкауски је изједначио постсезонски рекорд НФЛ хватајући 3 тачдаун додавања у серији 10 хватања за освајање 145 јарди. Сам Гронкауски имао је више ухваћених лопти него цела одбрана Бронкоса, док је квортербек Тим Тебоу успешно комплетирао само 9 од 26 додавања. У другој утакмици доигравања, при победи од 23 : 20 над Балтимор рејвенсима, Гронк је после окршаја са сигурносним играчем Рејвенса Бернардом Полардом завршио са синдесмотичким уганућем чланка; стање његовог чланка било је једна од главних тема у ишчекивању Супер боула . Како год, Гронкауски је ипак успео да заврши са 5 хватања за 87 јарди. У Супер боулу XLVI Патриотси су одлучили да Гронк треба да игра од почетка, али он свеједно није био велик фактор у игри. Са само неколико секунди преосталих до краја Супер боула XLVI, Гронк је при крају — играјући са Брејдијевим благословом — имао неколико добрих прилика, али његово „роњење” у покушају да се домогне лопте било је прекратко. Гронкауски завршава утакмицу са 2 хватања за 26 јарди, што је био његов најмањи учинак од почетка октобра. Патриотси су изгубили Супер боул од Њујорк џајантса са 21 : 17.‍ Неколико дана после Супер боула, Гронкауски је направио МРТ свог повређеног чланка, а откривено је истегнуће лигамената које је захтевало операцију како би се постигао поптун опоравак.

#### Сезона 2012.
Гронкауски је 8. јуна 2012. године потписао 54 милиона долара вредно шестогодишње продужење постојећег уговора, што је највећа сума за једног тајт енда НФЛ. Уговор је укључивао бонус при потписивању од 8 милиона долара, а сезоне 2012. и 2013. са новајлијским уговором остале су нетакнуте.‍ Гронк при крају четврте четвртине, током додатног поена у победи Патриотса од 59 : 24 у 11. колу над Индијанаполис колтсима, ломи своју леву подлактицу.‍ Пре ове незгоде, међутим, он је већ постао трећи тајт енд у историји НФЛ (после Тонија Гонзалеза и Антонија Гејтса) који је имао три сезоне са најмање 10 хватања тачдауна те први икада који је ово учинио у узастопним сезонама. Гронкауски се вратио да тренира у 15. колу те је заиграо две седмице после против Мајами долфинса, постижући један тачдаун. Поново је повредио своју леву руку, у првој четвртини прве утакмице доигравања Патриотса против Тексанса. Захтевао је другу операцију и остатак доигравања провео ван терена.‍ У 11 до тада одиграних утакмица сезоне 2012, Гронкауски је за освајање 790 јарди постигао 11 тачдауна.

#### Сезона 2013.
Фебруара 2013. године, Гронкауском је дијагностицирана инфекција подлактице. Подвргнут је отвореној процедури, трећој на својој подлактици, у напору да се инфекција санира; накнадно му је прописана терапија антибиотицима. Четвртој операцији подлактице подвргнут је 20. маја 2013. године, а циљ је била замена импланта који је уграђен током друге по реду процедуре, као и да се изврши биопсија ткива. -ов новинар Адам Шефтер објавио је да су доктори били поприлично уверени да је инфекција коначно нестала. Операцију леђа имао је 18. јуна 2013. године.‍ Излазак на терен му је одобрен 20. октобра 2013. године, а заиграо је против Џујорк џетса.‍ Током утакмице против Кливленд браунса која се одиграла 8. децембра 2013. године, Гронкауски после директног ударца Терела Ворда повређује своје десно колено.‍ Тада је истегао предњи укрштени и медијални колатерални лигамент, а ове повреде превремено су завршиле Гронкову сезону 2013.‍ У 7 утакмица (6 од почетка), Гронк је за 592 ухваћена јарди имао учинак од 4 тачдауна.

#### Сезона 2014.
У својој првој утакмици при повратку са операције лигамената колена, Гронкауски је против Долфинса успео да ухвати 4 додавања за 40 јарди и поентира 1 тачдауном; међутим, напор је био узалудан: резултат пораза 33 : 20. Играо је само у неким, ограниченим деловима утакмица јер су Патриотси желели да га постепено и лагано доведу до стања пуне оперативности. Против Вајкингса у 2. колу, Гронкауски бележи још 4 хватања за 32 јарда; сада је исход била победа од 30 : 7. Против Рејдерса у 3. колу, ухватио је 3 лопте за 44 јарда и уписао свој други тачдаун сезоне, који је био једини тачдаун у победи Патриотса од 16 : 9. Током 3. кола, Гронк је забележио 1 старт, 11 хватања, 116 ухваћених јарди и 2 тачдауна у само 109 нападачких прекида (42% укупног резултата тима у нападу). Гронкауски се истакао у 8. колу против Берса, хватајући 9 додавања за 149 јарди и поентирајући са 3 тачдауна. У 14. колу против Сан Дијего чарџерса, он постаје први тајт енд у историји НФЛ који је ухватио најмање 10 тачдауна у четири одвојене сезоне. Гронкауски је био главни фактор у победи Патриотса над Сихоксима на Супер боулу  резултатом 28 : 24, бележећи 6 хватања за 68 јарди и тачдаун при самом крају друге четвртине.‍ Гронк је кажњаван два пута у овој сезони: једном за „непотребну грубост” против сигурносног играча Индијанаполис колтса Серџија Брауна,‍ а други пут током Супер боула XLIX. Поред још три фудбалера кажњен је са 8.268 долара за „ударање противника”.‍
Гронкауски је добио своју трећу Про боул титулу и био је једногласни избор за тајт енда на Ол-про тиму 2014, добијајући свих 50 гласова. На додели награде ESPY 2015, за своју сезону 2014. освојио је награду за „повратак године”.

#### Сезона 2015.
Током хоум опенера Патриотса 10. септембра 2015. године против Стилерса (Thursday Night Football), Гронкауски је ухватио 5 додавања за 94 јарда и остварио учинак 3 од 4 тачдауна Патриотса у њиховој победи резултатом 28 : 21.‍ Перформанс од 3 постигнута тачдауна био је трећи најбољи у каријери Гронкауског, 1 тачдаун мање од тимског рекорда крилног хватача Рендија Моса који има забележена рекордна 4 тачдауна. Ово је учинило Гронка и првим играчем у историји НФЛ који је на више утакмица постигао 3 хватања тачдауна против Питсбург стилерса.‍ Током првих шест утакмица Патриотса (све победе), Гронкауски је забележио 34 хватања за 533 јарда уз постигнутих 6 тачдауна.‍ На ово је 29. октобра 2015. године придодао 113 јарди и тачдаун, у победи над Мајами долфинсима од 36 : 7.‍ У првом губитку Патриотса у сезони, 29. новембра 2015. године против Денвер бронкоса, Гронка се након што је повредио десно колено у четвртој четвртини морало изнети са терена. Првобитни извештаји говорили су да је реч о мање озбиљној повреди него што је то изгледало у моментима непосредно после пада.
Након што је пропустио коло, Гронкауски се 13. децембра 2015. године вратио да настави да игра за Патриотсе — у утакмици против Хјустон тексанса. Ухватио је 4 додавања за 87 јарди и уписао 1 тачдаун, да би уписао укупан учинак сезоне од 10 тачдауна и 1.018 јарди.‍ Патриотси су победили са 27 : 6, да би тако надокнадили изгубљено у прошле две утакмице.
Гронкауски 20. децембра 2015. хвата 5 додавања за 54 јарда и постиже 1 тачдаун, а утакмица са Тајтансима завршава се њиховим поразом од 33 : 16. Тачдаун је посветио свом пријатељу Дејни Парентау, који је два дана пре преминуо у 43. години живота.‍
У победи Патриотса над Чифсима резултатом 27 : 20 у дивизионом колу АФК, Гронк је ухватио 7 додавања за 83 јарда и постигао 2 тачдауна. У утакмици АФК првенства у којој су Патриотси од Бронкоса претрпели губитак са 20 : 18, Гронкауски је био водећи међу свим хватачима са својих 8 хватања за 144 јарда и 1 тачдауном. Гронкауски је постигао финални тачдаун Патриотса за њихову победу са два поена разлике, али завршна конверзија за два бода била је неуспешна.‍
Роб Гронкауски бива одабран за Про боул 2016. те за први тим Ол-проа 2015. четврти пут у својој каријери; био је први међу свим не-квортербековима у гласању обожавалаца за Про боул, а добио је 48 од 50 Ол-про гласова на гласању за тајт енда.‍ Био је рангиран као девети најбољи играч на списку Топ 100 играча НФЛ 2016.‍

#### Сезона 2016.
Гронкауски је пропустио прве две утакмице сезоне због повреде тетиве колена, а био је ограничен и у своје две наредне утакмице.‍ У 8. колу, Гронкауски је против Буфало билса постигао 69. тачдаун своје каријере у регуларној сезони — свој 68. постигнути тачдаун хватањем (у каријери има 1 постигнут у навали). Тачдауном је оборио оба серијска рекорда Патриотса које је поставио Стенли Морган.‍ У 10. колу против Сихокса, Гронк је од Ерла Томаса добио јак ударац у прса; првобитно се мислило да је узроковао пробијање плућног крила, али се испоставило да је реч о нагњечењу плућа. Због овога неће играти у наредном, 11. колу.‍ Већ наредне седмице, у 12. колу против Џетса, Гронкауски је претрпео повреду леђа која је захтевала хируршку интервенцију (операција хернијације диска); због овога ће бити приморан да пропусти остатак сезоне.‍‍ Званично је потврђено да је уврштен међу повређену резерву 3. децембра 2016. године, након што је претходног дана имао операцију.‍‍ Завршио је сезону са 25 примања на 38 циљева за 540 јарди и три тачдауна. Његових 21,6 јарди по примању рангирано је као прво међу тајт ендовима у 2016.‍ Гронкауски је био међу повређеним резервама када су Патриотси 5. фебруара 2017. освојили Супер боул LI; победили су Атланта фалконсе резултатом 34 : 28, чиме је Гронкауски забележио своје друго Супер боул првенство.‍‍

#### Сезона 2017.
Гронкауски је започео сезону 2017. здрав, након што је пропустио већину претходне сезоне на листи повређене резерве. Како год, већ током друге недеље је повредио препоне; Патриотси су савладали Сејнтсе, а он је напустио игру рано, с тим да повреда није изазвала изостанак у следећим утакмицама. До краја 4. кола, играо је своју познату улогу вође тима по броју примања и ухваћених јарди, али због контузије бутине коју је задобио током тренинга пре Thursday Night Football утакмице против Тампа Беј баканирса у 5. колу ту утакмицу је морао да пропусти у целости.

### Статистика каријере
|          |          |    |    | Хватање | Хватање | Хватање | Хватање | Хватање | Навала | Навала | Навала | Навала | Навала | Ничије | Ничије |
| Год.     | Тим      |    |    |         |         |         |         |         |        |        |        |        |        |        |        |
| -------- | -------- | -- | -- | ------- | ------- | ------- | ------- | ------- | ------ | ------ | ------ | ------ | ------ | ------ | ------ |
| 2010.    | ЊИ       | 16 | 11 | 42      | 546     | 13,0    | 28      | 10      | 0      | 0      | —      | —      | 0      | 1      | 1      |
| 2011.    | ЊИ       | 16 | 16 | 90      | 1.327   | 14,7    | 52Т     | 17      | 1      | 2      | 2,0    | 2Т     | 1      | 0      | 0      |
| 2012.    | ЊИ       | 11 | 11 | 55      | 790     | 14,4    | 41      | 11      | 0      | 0      | —      | —      | 0      | 1      | 1      |
| 2013.    | ЊИ       | 7  | 6  | 39      | 592     | 15,2    | 50      | 4       | 0      | 0      | —      | —      | 0      | 0      | 0      |
| 2014.    | ЊИ       | 15 | 10 | 82      | 1.124   | 13,7    | 46Т     | 12      | 0      | 0      | —      | —      | 0      | 0      | 0      |
| 2015.    | ЊИ       | 15 | 15 | 72      | 1.176   | 16,3    | 76Т     | 11      | 0      | 0      | —      | —      | 0      | 0      | 0      |
| 2016.    | ЊИ       | 8  | 6  | 25      | 540     | 21,6    | 53      | 3       | 0      | 0      | —      | —      | 0      | 0      | 0      |
| 2017.    | ЊИ       | 5  | 5  | 26      | 401     | 15,4    | 53T     | 4       | 0      | 0      | —      | —      | 0      | 1      | 0      |
| Каријера | Каријера | 93 | 80 | 431     | 6.496   | 15,1    | 76      | 72      | 1      | 2      | 2,0    | 2      | 1      | 3      | 2      |

### НФЛ рекорди
- Најмлађи играч са 3 хватања тачдауна у утакмици: 21 година, 214 дана (2010, против Питсбург стилерса)
- Најмлађи играч са 3 хватања тачдауна у утакмици, доигравања: 22 године, 275 дана (доигравања 2011, против Денвер бронкоса)
- Највише хватања тачдауна од стране тајт енда, сезона: 17 (2011)
- Највише тачдауна од стране тајт енда, сезона: 18 (2011)
- Први тајт енд који је био најбољи у лиги по тачдаунима (2011)
- Најофанзивнији тачдауни у прве две сезоне: 28 (изједначено са Рендијем Мосом)
- Сезоне са > 10 тачдауна од стране тајт енда: 5 (2010—2012, 2014—2015)
- Узастопне сезоне са > 10 тачдауна од стране тајт енда: 3 (2010—2012)
- Први тајт енд са 3 сезоне, са > 10 тачдауна и са > 1.000 ухваћених јарди (2011, 2014—2015)‍[55]
- У каријери највише постсезонских ухваћених тачдауна од стране тајт енда: 9

### Серијски рекорди Патриотса
- Највише утакмица са > 100 ухваћених јарди од стране тајт енда: 22
- Највише ухваћених јарди по просеку утакмице за тајт енда (сезона): 82,9 (2011)
- Најмлађи „Патриота” са 3 хватања тачдауна у утакмици: 21 година, 214 дана (2010, против Питсбург стилерса)
- Најмлађи „Патриота” са 3 хватања тачдауна у утакмици, доигравања: 22 године, 275 дана (доигравања 2011, против Денвер бронкоса)
- Највише хватања тачдауна у каријери: 72‍[56]

## Спонзорства и рекламирање
Гронкауски је марта 2012. потписао двогодишњи уговор са „Данкин’ донатсом” да би рекламирао њихове производе (крофне) и појавио се у радијским и телевизијским спотовима.‍ Августа 2012. је постао инвеститор и спонзор за премијум спортски напитак, BODYARMOR SuperDrink.‍ Септембра 2012, PLB Sports је произвео кукурузне житне пахуљице које су носиле име Gronk Flakes и које су се продавале у новоенглеским супермаркетима Stop & Shop. Гронкове пахуљице направила је иста компанија која је производила Flutie Flakes. Делом зараде ће да финансира Фондацију „Гронк нејшон јут” (енгл. Gronk Nation Youth Foundation).‍
Јануара 2015. године, Гронкауски се удружио са opendorse онлајн платформом за спајање маркетиншких стручњака са спортистима како би промовисао Зингину мобилну апликацију под именом НФЛ обрачун: Фудбалски менаџер (енгл. NFL Showdown: Football Manager).‍
Гронкауски је у изватку из своје књиге Добро је бити Гронк! (енгл. It's Good to be Gronk!) рекао како није потрошио ништа од свог новца који је зарадио под уговором радећи за НФЛ и како стриктно живи од зараде коју добија од својих уговора за рекламирање и накнада за изглед. Његова плата током првих 5 година достиже вредност од преко 10 милиона долара.‍
Априла 2016. године, Гронкауски је склопио уговор са произвођачем напитака Monster Energy, а на производима које ће дистрибуисати Кока-кола стајаће његов надимак Gronk.‍ Маја 2016. године, EA Sports је објавио да ће Гронкауски — који је завршио други после Одела Бекама мл., вајд ресивера Њујорк џајантса, на гласању фанова за Madden NFL 16 — постати кавер спортиста за Madden NFL 17; гласања није било.‍

## Лични живот и породица
Гронкауски је други најмлађи од петоро браће, од којих су сви као студенти играли неки спорт. Најстарији је Горди мл. и играо је бејзбол на Универзитету Џексонвил. Био је у професионалној канадско-америчкој лиги у тиму Вурстер торнејдоса 2011; такође је играо неколико година бејзбол у удруженим и независним лигама, а последњу професионалну утакмицу одиграо је у Фронтијеру за Илиноис мајнерсе 2011.‍ Ден је играо као тајт енд у Мериленду и био изабран за НФЛ драфт 2009; пет година је провео у НФЛ.‍ Крис је играо фудбал две године на Универзитету у Мериленду пре пребацивања у Аризону и четворосезонског ангажмана у НФЛ.‍ Најмлађи од браће је Глен и такође игра за Патриотсе, као фулбек; пре последње промене тима је на терен излазио са играчима Буфало билса.‍ Роб је такође играо хокеј док са 14 није почео да се бави кошарком. Његов отац је три четвртине пољског порекла.‍ Његово име на пољском језику се изговара .
Гронкауски је познат по својој ведрој личности. Квортербек Патриотса Том Брејди за свог саиграча је рекао следеће: „Гронк је једна искрена особа, играч и пријатељ. Он је једна од најпозитивнијих особа у чијем сам окружењу икада био и воли да се забавља. Код њега нема претварања и било да плеше, пева, смеје се или ’спајкује’, он је заиста онакав какав је.”‍ Роберт Гронкауски рекао је једне прилике како забављање побољшава његове играчке способности и могућности, истичући следеће: „Изађете и освежите се, и то само учини да пожелите да изађете на тај терен за тренирање и наставите жестоко.”‍
Појавио се као своја фиктивна верзија у филму Антураж из 2015. и епизоди из 2017. 15. сезоне Породичног човека, те имао улогу у америчком криминалистичко-драмском трилеру из 2017. године — Америчко насиље.‍ Учествовао је у Реслманији 33, када је прескочио препреку и помогао пријатељу из стварног живота Моџоу Роулију да освоји Меморијални трофеј Андре Џајант.‍